# Luigi Ferrando
Luigi Ferrando (ur. 22 stycznia 1941 w Agazzano) – włoski duchowny rzymskokatolicki posługujący w Brazylii, w latach 1996-2016 biskup Bragança do Pará.

## Życiorys
Święcenia kapłańskie przyjął 1 maja 1965. 10 kwietnia 1996 został prekonizowany biskupem Bragança do Pará. Sakrę biskupią otrzymał 5 maja 1996. 17 sierpnia 2016 przeszedł na emeryturę.